# Winston-Salem Cycling Classic Women de 2019
A 6.ª edição da Winston-Salem Cycling Classic Women celebrou-se a 27 de maio de 2019 sobre um percurso de 96,56 km com início e fim na cidade de Winston-Salem no estado da Carolina do Norte nos Estados Unidos.
A carreira fez parte do Calendário UCI Feminino de 2019 como concorrência de categoria 1.1 e foi vencida pela ciclista estadounidense Leigh Ann Ganzar da equipa Hagens Berman-Supermint. O pódio completaram-no a ciclista cubana Arlenis Sierra da equipa Astana e a ciclista estadounidense Chloé Dygert da equipa Sho-Air Twenty20.

## Equipas
Tomaram parte na carreira 19 equipas, dos quais 6 foram equipas femininas de categoria profissional e 16 de categoria amador, quem conformaram um pelotão de 98 ciclistas dos que terminaram 44. As equipas participantes foram:
| Equipes femininas profissionais (6)- Astana Women's - Cogeas-Mettler - Hagens Berman-Supermint - Rally UHC Cycling Women - Sho-Air Twenty20 - Tibco-Silicon Valley Bank Equipes femininas amadoras (13)- Colavita-Bianchi - CWA Racing p/b Trek - DNA Pro Cycling - Durango-Specialized-IED - Fast Chance Women's Cycling - Fearless Femme Racing - Gray Goat Bullseye - Levine Law Group p/b Husbey.com - Milligan Elite Women's Cycling p/b Ortho Carolina - RoxSolt Attaquer - Specialized Wolfpack p/b Jakroo - Team Colombia - Unknown Racing p/b Sunbelt Rentals |
| |

## Classificações finais
As classificações finalizaram da seguinte forma:

### Classificação geral
| \| Classificação geral \| Classificação geral \| Classificação geral \| Classificação geral \| Classificação geral \| \| Ciclista \| Ciclista \| Equipe \| Tempo \| \| \| ------------------- \| ------------------- \| ------------------------------------ \| ------------------- \| ------------------- \| \| 1. \| Leigh Ann Ganzar \| Hagens Berman-Supermint \| 2h35m35s \| \| \| 2. \| Arlenis Sierra \| Astana Women's Team \| + 5s \| \| \| 3. \| Chloé Dygert \| Sho-Air Twenty20 \| + 6s \| \| \| 4. \| Emily Herfoss \| CWA Racing p/b Trek \| + 20s \| \| \| 5. \| Sara Bergen \| Rally Cycling \| + 20s \| \| \| 6. \| Lily Williams \| Hagens Berman-Supermint \| + 20s \| \| \| 7. \| Lauren Stephens \| Tibco-Silicon Valley Bank \| + 28s \| \| \| 8. \| Deborah Paine \| Cogeas-Mettler-Look Pro Cycling Team \| + 29s \| \| \| 9. \| Edwige Pitel \| Cogeas-Mettler-Look Pro Cycling Team \| + 32s \| \| \| 10. \| Shayna Powless \| Sho-Air Twenty20 \| + 1m08s \| \| |                  |                                      |          |
| |                  |                                      |          |
| Fonte: ProCyclingStats |                  |                                      |          |
| Classificação geral |                  |                                      |          |
| Ciclista | Ciclista         | Equipe                               | Tempo    |
| 1. | Leigh Ann Ganzar | Hagens Berman-Supermint              | 2h35m35s |
| 2. | Arlenis Sierra   | Astana Women's Team                  | + 5s     |
| 3. | Chloé Dygert     | Sho-Air Twenty20                     | + 6s     |
| 4. | Emily Herfoss    | CWA Racing p/b Trek                  | + 20s    |
| 5. | Sara Bergen      | Rally Cycling                        | + 20s    |
| 6. | Lily Williams    | Hagens Berman-Supermint              | + 20s    |
| 7. | Lauren Stephens  | Tibco-Silicon Valley Bank            | + 28s    |
| 8. | Deborah Paine    | Cogeas-Mettler-Look Pro Cycling Team | + 29s    |
| 9. | Edwige Pitel     | Cogeas-Mettler-Look Pro Cycling Team | + 32s    |
| 10. | Shayna Powless   | Sho-Air Twenty20                     | + 1m08s  |

## UCI WorldTour Feminino
A Winston-Salem Cycling Classic Women outorga pontos para o UCI WorldTour Feminino de 2019 e o UCI World Ranking Feminino, incluindo a todas as corredoras das equipas nas categorias UCI Team Feminino. As seguintes tabelas mostram o barómetro de pontuação e as 10 corredoras que obtiveram mais pontos:
| Posição   | 1.ª | 2.ª | 3.ª | 4.ª | 5.ª | 6.ª | 7.ª | 8.ª | 9.ª | 10.ª | 11.ª | 12.ª | 13.ª-15.ª | 16.ª-25.ª |
| Pontuação | 125 | 85  | 70  | 60  | 50  | 40  | 35  | 30  | 25  | 20   | 15   | 10   | 5         | 3         |

| Classificação |                  |                           |       |
| Posição       | Ciclista         | Equipa                    | Geral |
| ------------- | ---------------- | ------------------------- | ----- |
| 1.ª           | Leigh Ann Ganzar | Hagens Berman-Supermint   | 125   |
| 2.ª           | Arlenis Sierra   | Astana Women's            | 85    |
| 3.ª           | Chloé Dygert     | Sho-Air Twenty20          | 70    |
| 4.ª           | Emily Roper      | CWA Racing                | 60    |
| 5.ª           | Sara Bergen      | Rally Cycling             | 50    |
| 6.ª           | Lily Williams    | Hagens Berman-Supermint   | 40    |
| 7.ª           | Lauren Stephens  | Tibco-Silicon Valley Bank | 35    |
| 8.ª           | Deborah Paine    | Cogeas                    | 30    |
| 9.ª           | Edwige Pitel     | Cogeas                    | 25    |
| 10.ª          | Shayna Powless   | Sho-Air Twenty20          | 20    |